# 上孔德米奥斯
孔德米奥斯德亚里瓦，是西班牙卡斯蒂利亚-拉曼恰瓜达拉哈拉省的一个市镇。总面积43平方公里，总人口159人（2001年），人口密度4人/平方公里。